# Alphomelon simpsonorum
Alphomelon simpsonorum – gatunek błonkówki  z rodziny męczelkowatych i podrodziny Microgastrinae. Zasiedla równikowe lasy deszczowe krainy neotropikalnej. Jest parazytoidem powszelatkowatych.

## Taksonomia
Gatunek ten opisany został po raz pierwszy w 2003 roku przez Andrew R. Deansa na łamach „Journal of Hymenoptera Research”, w publikacji współautorstwa Jamesa B. Whitfielda i Daniela H. Janzena. Jako lokalizacja typowa wskazana została Nova Teutônia w brazylijskim stanie Santa Catarina. Epitetem gatunkowym uhonorowano Simpsonów, fikcyjną rodzinę z serialu o tym samym tytule, który to miał podtrzymywać u autora pozytywne nastawienie w trakcie edukacji.

## Morfologia
Głowa jest okrągła, gładka, porośnięta szczecinkami, ubarwiona czarno z białymi plamkami na policzkach rozciągającymi się od przednich jamek tentorialnych do krawędzi nadustka ku przodowi, do krawędzi oczu ku górze i do potylicy ku tyłowi. Nadustek jest 1,3 raza szerszy niż wysoki, a twarz 2,5 raza szersza od niego. Rozmiary wszystkich przyoczek są podobne, a szeroko trójkątne stemmaticum jest lekko sklepione. Czułki i żuwaczki są ciemnobrązowe, a głaszczki miodowożółte. Na brązowej wargdze górnej brak pośrodkowego wcięcia.
Ciemnobrązowa do czarnej mezosoma ma przejrzyście żółte, półokrągłe, gładkie tegule, 1,4 raza szersze niż dłuższe, punktowaną na przedzie gęściej, po bokach rzadziej, a pośrodku wcale tarczę śródplecza, gładką i trójkątną część środkową tarczki, prostą i opatrzoną sześcioma dołkami bruzdę tarczkową przednią, żebrowate u nasady i pomarszczone u szczytu bruzdy tarczkowe boczne, zaokrąglenie trójkątne lunule, niecałkowicie podzielony pośrodku, jajowaty tylny wcisk tarczki, mezopleury o słabo widocznym punktowaniu, nagie z wyjątkiem skąpo owłosionego poletka za tylnym wciskiem tarczki śródplecze, łezkowate, pomarszczone i porośnięte szczecinkami boczne wciski zaplecza. Skrzydła mają żyłki brązowe z wierzchu i białawe od spodu, błony zaś przezroczyste. Odnóża są miodowożółte do miodowopomarańczowych z brązowymi pazurkami i przylgami, białymi ostrogami ostatniej pary goleni, a czasem z jasnobrązowymi biodrami. Pozatułów ma część przednią i tylną pomarszczone, areolę prawie zamkniętą od przodu płytkim żeberkiem, a przed przetchlinką kępkę włosków. 
Prostokątny, żółty do brązowopomarańczowego petiolus jest z wyjątkiem tylnej ćwiartki nagi, zaopatrzony w listewkę. Tergit boczny pierwszy jest jasnożółty, a pozostałe tergity boczne miodowożółte Tergit środkowy pierwszy jest żółty, drugi i trzeci są miodowożółte do miodowopomarańczowych, a te od czwartego do siódmego brązowe. Barwa sternitów jest miodowożółta. Genitalia samicy mają wystającą część pokładełka miodowopomarańczową, lekko odgiętą ku tyłowi, o czarnych, gładkich, równomiernie porośniętych szczecinkami i na szczycie zdesklerotyzowanych osłonkach.

## Ekologia i występowanie
Owad neotropikalny, znany z Kostaryki i Brazylii. Zasiedla równikowe lasy deszczowe. Jest parazytoidem przechodzącym rozwój w żerujących na trawach gąsienicach motyli z rodziny powszelatkowatych.